# MapleStory 2
MapleStory 2 (coreano: 메이플 스토리 Meipeul Seutori 2) foi um jogo MMO, 3D, gratuito para jogar que está atualmente em desenvolvimento pela NSQuare em associação com a Nexon que chamam o teste de ProjectMS.
MapleStory 2 foi lançado em 7 de julho de 2015. O jogo tem muitas das características do jogo original, MapleStory, e os aplica à um ambiente 3D. A maioria dos mobs, NPCs e locais fazem um retorno nesta sequela, embora com várias alterações.

## Enredo
MapleStory 2 ocorre antes dos acontecimentos de MapleStory, e da ascensão do mago negro. A origem do mundo vida, tempo e espaço são mantidos em equilíbrio através das ações de três Sábios, que vivem em Lapenta. Forças das trevas, no entanto, quebraram o equilíbrio e colocaram o mundo em crise.

## Classes
- Archer ramifica em Heavy Gunner or Ranger
- Magician ramifica em Priest or Wizard
- Rogue ramifica em Thief or Assassin
- Warrior ramifica em Knight or Berserker